# Temporada de furacões no oceano Atlântico de 1959
A temporada de furacões no oceano Atlântico de 1959 desenvolveu um número recorde de ciclones tropicais - cinco - desenvolvidos antes de 1 de agosto. A temporada deveria começar oficialmente em 15 de junho de 1959 e ir até 15 de novembro de 1959, o período de cada ano em que a maioria dos ciclones tropicais se forma na bacia do Atlântico ; no entanto, na realidade, a temporada começou cedo, quando a tempestade tropical Arlene se formou em 28 de maio. A tempestade tropical Arlene atingiu a Luisiana e trouxe pequenas inundações para a costa do Golfo dos Estados Unidos. A próxima tempestade, Beulah, formou-se no oeste do Golfo do México e trouxe um impacto insignificante para o México e Texas. Mais tarde, em junho, um furacão sem nome, apelidado de desastre Escuminac, causou danos menores na Flórida e devastou as costas da Nova Escócia e New Brunswick, depois de se tornar extratropical. O furacão Cindy causou um impacto menor nas Carolinas. No final de julho, o furacão Debra produziu inundações no estado do Texas. A tempestade tropical Edith em agosto e o furacão Flora em setembro causaram um impacto insignificante na terra.
A tempestade mais significativa da temporada foi o furacão Gracie, que atingiu o pico de 230 km/h (140 mph) furacão de categoria na escala de furacões de Saffir-Simpson. Depois de enfraquecer um pouco, Gracie atingiu o continente como um 210 km/h (130 mph) furacão de categoria 4 na Carolina do Sul em 29 de setembro Ele trouxe ventos fortes, mar agitado, chuvas fortes e tornados para o estado, assim como para a Carolina do Norte e Virgínia. No geral, Gracie causou 22 fatalidades e $ 14 milhões em danos. Após o furacão Gracie veio o furacão Hannah, uma tempestade de longa duração que não causou nenhum impacto conhecido em terra. Os dois últimos ciclones tropicais, a tempestade tropical Irene e o furacão Judith, causaram pequenas inundações costeiras e interiores na Flórida. As tempestades da temporada de furacões no oceano Atlântico de 1959 foram atribuídas coletivamente a US $ 24 milhões (1959 USD) e 64 fatalidades.

## Resumo da temporada
A temporada de furacões no oceano Atlântico de 1959 começou oficialmente a 15 de junho e terminou em 15 de novembro de 1959. Onze depressões tropicais desenvolveram-se durante a temporada. Todas as onze depressões atingiram o status de tempestade tropical, que foi ligeiramente acima da média de 1950-2000 de 9,6 tempestades nomeadas. Dos onze sistemas, sete deles atingiram o status de furacão,  que também foi ligeiramente acima da média de 5,9.  Além disso, duas tempestades alcançaram o status de furacão importante - Categoria 3 ou superior na escala de furacões de Saffir-Simpson. Cinco tempestades tropicais e três furacões atingiram a costa durante a temporada e causaram 64 fatalidades e cerca de US $ 24 milhões (1959 USD) em danos.
A atividade da temporada começou com o desenvolvimento da tempestade tropical Arlene em 28 de maio. No mês de junho, a tempestade tropical Beulah e um furacão sem nome se formaram, este último se tornando um furacão em 19 de junho. Outra dupla de furacões, Cindy e Debra, formou-se no mês de julho. Coletivamente, os cinco ciclones tropicais que se formaram em maio, junho e julho fizeram da temporada de 1959 uma das mais ativas antes de 1 de agosto, empatado com 1877, 1933, 1936, 1966, 1995, 1997 e 2020. O recorde foi superado posteriormente em 2005, quando sete ciclones tropicais formados antes de 1 de agosto. No entanto, a ciclogênese tropical desacelerou em agosto, com apenas a tempestade tropical Edith se formando durante o mês. Em seguida, três ciclones tropicais se formaram em setembro - Flora, Gracie e Hannah - os quais atingiram o status de furacão. Além disso, em outubro, surgiram a tempestade tropical Irene e o furacão Judith, a tempestade final da temporada de 1959. A última tempestade se dissipou em 21 de outubro,  quase um mês antes do final oficial da temporada em 15 de novembro.
A atividade da estação foi refletida com uma classificação de energia do ciclone acumulada (ACE) de 77, que está ligeiramente abaixo da média de 94,7 de 1950-2000. ACE é, em termos gerais, uma medida da força do furacão multiplicada pela duração da sua existência, portanto, tempestades que duram muito tempo, assim como furacões particularmente fortes, têm ACEs altos. É calculado apenas para alertas completos sobre sistemas tropicais em ou superior a 34 nós (39 mph, 63 km/h) ou intensidade de tempestade tropical.

## Sistemas

### Tempestade tropical Arlene
A tempestade tropical Arlene foi uma tempestade tropical de curta duração formada na pré-temporada. A tempestade atingiu em 30 de maio de 1959, a costa central da Luisiana, causando danos menores e uma fatalidade. Arlene desenvolveu-se a partir de uma onda tropical observada pela primeira vez perto da República Dominicana em 23 de maio. O desenvolvimento do sistema foi lento antes de ganhar convecção suficiente para ser declarada a tempestade tropical Arlene em 28 de maio. A tempestade intensificou-se lentamente e atingiu o seu pico de intensidade de 60 mph (95 km/h) em 30 de maio. O rápido enfraquecimento ocorreu mais tarde naquela noite quando a tempestade se aproximou da terra e Arlene fez landfall com ventos de 45 mph (75 km/h). Arlene enfraqueceu para o que agora é classificado como Depressão Tropical na manhã seguinte. Enquanto estava localizado na Carolina do Sul o sistema degenerou em uma baixa remanescente na tarde de 31 de maio e se dissipou totalmente no final de 2 de junho.

### Tempestade tropical Beulah
Em 13 de junho uma frente fria ficou parada quando começou a mover-se pelo Golfo do México. Após o navio SS Hondo relatar ventos de 97 km/h (60 mph), estima-se que uma depressão tropical se desenvolveu em 1800 UTC em 15 de junho, enquanto estava localizado no sudoeste do Golfo do México. Em 16 de junho, a depressão intensificou-se na tempestade tropical Beulah. O aprofundamento ocorreu e a tempestade atingiu o seu pico com ventos de 110 km/h (70 mph) em 17 de junho. À medida que Beulah se aproximava da costa do Golfo do México, uma crista em desenvolvimento de alta pressão forçou a tempestade para o sul. Em seguida, começou a encontrar ventos de nível superior mais fortes e enfraqueceu para uma depressão tropical em 18 de junho. Pouco tempo depois, a tempestade se dissipou cerca de 32 km (20 mi) a nordeste de Tuxpan, Veracruz. Marés de 2 to 3 ft (0.61 to 0.91 m) acima do normal ocorreram ao longo da costa do Texas, embora nenhum impacto tenha sido relatado no México.

### Furacão Três
Uma onda tropical desenvolveu-se em uma depressão tropical enquanto situada no Golfo do México central em 18 de junho. Ele seguiu rapidamente para o nordeste e atingiu mais tarde naquele dia a costa perto da área da Baía de Tampa, na Flórida. A tempestade causou chuvas moderadamente fortes na Flórida, o que causou danos às plantações. Um tornado F3 perto de Miami e as marés altas na costa oeste do estado também causaram danos. As perdas na Flórida foram de cerca de $ 1,7 milhões.  Pouco depois disso, entrou no Oceano Atlântico e se transformou em uma tempestade tropical no final de 18 de junho. No dia seguinte, havia se tornado um furacão; a tempestade atingiu o pico simultaneamente com ventos máximos sustentados de 137 km/h (85 mph).
A tempestade mudou para um ciclone extratropical em 19 de junho. Os remanescentes atingiram o Canadá Atlântico, uma vez na Nova Escócia e novamente na Terra Nova antes de se dissiparem em 21 de junho. Depois de se tornar extratropical, a tempestade causou efeitos significativos no Canadá Atlântico. Cerca de 45 barcos estavam no estreito de Northumberland entre New Brunswick e a Ilha do Príncipe Eduardo, e eles não tinham rádio para receber o aviso da tempestade que se aproximava. Mares agitados de até 49 ft (15 m) em altura danificaram ou destruiram muitos barcos. Pelo menos 22 barcos de pesca viraram sobre a água com a sua tripulação, causando 35 mortes. Os ventos fortes também interromperam as comunicações em algumas áreas e várias casas foram danificadas, com perdas de cerca de US $ 781.000. O Fundo de Desastres para Pescadores de New Brunswick foi criado para ajudar as vítimas. O fundo arrecadou US $ 400.000 em poucos meses com doações de todo o Canadá, bem como do Papa João XXIII e da Rainha Elizabeth II, esta última em viagem pelo país na época.

### Furacão Cindy
O furacão Cindy afetou as Carolinas, os estados do Médio Atlântico, a Nova Inglaterra e as Províncias Marítimas do Canadá durante a temporada de furacões no Atlântico de 1959 . A terceira tempestade da temporada, Cindy, originou-se de uma área de baixa pressão associada a uma frente fria localizada a leste do norte da Flórida. A baixa evoluiu para uma depressão tropical em 5 de julho, enquanto seguia para o norte-nordeste, e se tornou a tempestade tropical Cindy no dia seguinte. Cindy virou para o oeste por causa de uma área de alta pressão posicionada ao norte, e se intensificou ainda mais em um furacão fraco na costa das Carolinas em 8 de julho. No início de 9 de julho, Cindy atingiu a costa perto de McClellanville, Carolina do Sul, e fez uma nova curva para o nordeste ao longo da Fall Line como uma depressão tropical. Ele reentrou no Atlântico em 10 de julho, rapidamente se fortalecendo em uma tempestade tropical enquanto começava a se mover mais rápido. Em 11 de julho, Cindy passou por Cape Cod, enquanto vários outros sistemas climáticos ajudaram a tempestade a manter a sua intensidade . Cindy fez a transição para um ciclone extratropical em 12 de julho, quando se aproximou das províncias marítimas canadenses .

### Furacão Debra
Em 23 de julho, a interação de uma baixa de núcleo frio e uma onda tropical gerou uma depressão tropical localizada ao sul da Luisiana. A depressão serpenteava para o oeste enquanto se intensificava constantemente, tornando-se uma tempestade tropical em 24 de julho. Uma viragem para o noroeste tornou-se evidente ao atingir o estado de furacão categoria 1 na escala de furacões de Saffir – Simpson no dia seguinte. A força foi mantida enquanto o furacão fazia uma curva para o norte em uma velocidade lenta para a frente e se aproximava da costa do Texas como um furacão mínimo. Debra atingiu a costa entre Freeport e Galveston, Texas, no início de 25 de julho. Debra rapidamente enfraqueceu em uma tempestade tropical e mais tarde em uma depressão conforme se movia para o interior, e se dissipou em 28 de julho. A humidade remanescente posteriormente gerou tempestades de alto nível no final de julho e início de agosto.
Chuvas torrenciais foram produzidas no sudeste do Texas, com pico de 404 mm (15.89 in) em Orange. Isso levou a uma inundação generalizada em estradas, incluindo partes da Farm Road 518, Highway 6, Highway 146 e U.S. Route 75. As embarcações marítimas foram as que mais sofreram com a tempestade, e muitas ficaram encalhadas ou danificadas. Os transportes aéreos, ferroviários e rodoviários foram significativamente interrompidos ou mesmo encerrados. Os ventos fortes da tempestade causaram grandes danos a edifícios, janelas, paredes e telhados.  O furacão resultou em 11 ferimentos, mas nenhuma morte humana, embora aproximadamente 90 vacas se afogaram. Os danos nos condados de Harris, Brazoria, Galveston e Harris chegaram a US $ 6,685 milhões. Além disso, o impacto em outras áreas aumentou as perdas totais para US $ 7 milhões.

### Tempestade tropical Seis
Um enfraquecimento da frente fria gerou uma depressão tropical em 2 de agosto perto de Outer Banks da Carolina do Norte. A estrutura era ampla, possivelmente semelhante a um ciclone subtropical. A tempestade se intensificou rapidamente com base em relatórios de navios, possivelmente com intensidade de furacão, embora os ventos máximos sustentados tenham sido estimados em 110 km/h (70 mph). A aproximação do limite frontal fez com que a tempestade se acelerasse para nordeste, ao mesmo tempo que trazia ar mais seco para o campo de vento, causando enfraquecimento. Em 4 de agosto, a tempestade transformou-se num ciclone extratropical, e por dois dias derivou em direção ao Atlântico Canadá antes de se dissipar. A tempestade foi adicionada à base de dados de furacões do Atlântico em 2016.

### Tempestade tropical Edith
Uma onda tropical foi monitorada a leste das Pequenas Antilhas em meados de agosto. Às 15h30 UTC em 17 de agosto, uma aeronave de reconhecimento relatou um centro fraco e ventos de 56 km/h (35 mph). Menos de três horas depois, uma depressão tropical desenvolveu-se enquanto localizada a leste das Ilhas de Barlavento. A depressão se intensificou na tempestade tropical Edith no início de 18 de agosto. A tempestade moveu-se de oeste-noroeste em um ritmo relativamente rápido, atingindo Dominica com ventos de pico de 97 km/h (60 mph) em 18 de agosto.  Por volta de 1800 UTC em 18 de agosto, Edith atingiu o pico com ventos de 97 km/h (60 mph). Curvou-se para oeste e acelerou em 19 de agosto. Edith enfraqueceu para uma depressão tropical em 1200 UTC, horas antes de se dissipar perto do extremo sul da República Dominicana. Havia "dúvidas consideráveis" se uma circulação existiu. Tempo chuvoso e ventos fortes foram relatados em algumas áreas, incluindo Guadalupe, Ilhas Virgens, Porto Rico e Ilha de São Domingos.

### Tempestade tropical Oito
A dissipação da frente fria gerou uma baixa pressão sobre o centro do Oceano Atlântico em 26 de agosto. Movendo-se lentamente para o norte, o sistema se organizou em uma tempestade tropical em 28 de agosto e um dia depois, uma frente fria que se aproximava desviou a tempestade para o leste-nordeste. Com base em observações de navios, estima-se que a tempestade atingiu o pico de ventos de 105 km/h (65 mph) em 31 de agosto. Em 3 de setembro, a tempestade transitou para um ciclone extratropical ao interagir com a frente fria, localizada a meio caminho entre a Terra Nova e os Açores. Um dia depois, a tempestade foi absorvida por uma grande tempestade extratropical a sudoeste da Islândia. A tempestade foi adicionada ao banco de dados de furacões do Atlântico em 2016.

### Tempestade tropical Nove
Em 8 de setembro, uma ampla área de baixa pressão desenvolveu-se entre as Bahamas e Bermuda. O sistema moveu-se para o norte, organizando-se em uma tempestade tropical em 9 de setembro. O sistema tinha um grande campo de vento e provavelmente era um ciclone subtropical. Movendo-se primeiro para noroeste, a tempestade virou para nordeste à frente de uma frente fria, com ventos sustentados de cerca de 72 km/h (45 mph). Ilha de Nantucket em Massachusetts relatou ventos sustentados de 39 mph (63 km/h) durante a passagem da tempestade. Em 11 de setembro, a tempestade interagiu com a frente fria, tornando-se uma tempestade extratropical, que durou até 14 de setembro. A tempestade foi adicionada ao banco de dados de furacões do Atlântico em 2016.

### Furacão Flora
Em 6 de setembro uma onda tropical passou pelas ilhas de Cabo Verde e seguiu para oeste por volta de 19 mph (31 km/h). No início de 9 de setembro, desenvolveu-se uma depressão tropical localizada a meio caminho entre Cabo Verde e as Pequenas Antilhas. A depressão moveu-se para nordeste e em 10 de setembro fortaleceu-se em Tempestade Tropical Flora. Um voo de uma aeronave de reconhecimento na tempestade em 11 de setembro registou ventos de 121 km/h (75 mph); assim, Flora se foi atualizado a um furacão. Nessa altura, a tempestade atingiu o seu pico de intensidade com ventos máximos sustentados da mesma velocidade e uma pressão barométrica mínima de 994 mbar (29.4 inHg). Flora então acelerou para nordeste em direção aos Açores. Durante outro voo de reconhecimento em 12 de setembro, não foi relatado nenhuma evidência de um ciclone tropical. Assim, Flora tornou-se extratropical às 1200 UTC naquele dia.

### Furacão Gracie
Em 20 de setembro uma onda tropical gerou uma depressão tropical ao norte de Ilha de São Domingos. A depressão permaneceu ao largo da ilha e moveu-se para oeste-noroeste. Em 22 de setembro, curvou-se para nordeste e tornou-se a Tempestade Tropical Gracie. A tempestade então moveu-se através das Bahamas, produzindo chuva de 210 mm (8.4 in) em Mayaguana. Mais tarde em 22 de setembro Gracie intensificou-se em um furacão. Ele se aprofundou ainda mais para um furacão de categoria 2, em 23 de setembro, antes de enfraquecer mais tarde naquele dia. Gracie, então, vagou lenta e erraticamente enquanto a nordeste das Bahamas, antes de fazer uma curva para noroeste em 27 de setembro. Tornou-se novamente em 28 de setembro um furacão de categoria 2. Durante as próximas 24 horas, Gracie se aprofundou significativamente e os ventos atingiram o pico de 230 km/h (140 mph) de furacão de categoria 4. No entanto, enfraqueceu ligeiramente para 210 km/h (130 mph) furacão de categoria 4 antes de atingir a ilha de Edisto, Carolina do Sul às 1625 UTC em 29 de setembro.  Gracie' foi um dos mais fortes ciclones tropicais a atingir a Carolina do Sul até ao furacão Hugo em 1989. Enfraqueceu rapidamente no interior, tornando-se extratropical em 30 de setembro.
Ao longo da costa da Carolina do Sul, a maré mais alta registada foi de 3.0 m (9.7 ft) acima da maré baixa média no porto de Charleston. Em Folly Beach, todas as casas à beira-mar sofreram alguns danos, enquanto as estradas no lado leste da ilha foram destruídas. Gracie trouxe rajadas de vento de até 138 mph (222 km/h) para a área de Beaufort. No interior, os vento de 160 km/h (100 mph) açoitaram Walterboro. Até 75% do condado de Charleston ficou sem eletricidade. Mais ao norte, um tornado F1 danificou casas em Garden City. Em todo o Baixo território da Carolina do Sul, 48 casas foram destruídas, 349 casas sofreram grandes danos, e 4.115 casas sofreram pequenos danos. Os remanescentes deixaram chuvas e geraram tornados em vários outros estados, enquanto se dirigia para o nordeste através das regiões do Médio Atlântico e da Nova Inglaterra. Na Virgínia, três tornados F3 nos condados de Albemarle, Greene e Fluvanna causaram 12 fatalidades e 13 lesões. A precipitação da tempestade atingiu um pico de 340 mm (13.2 in) em Big Meadows. No geral, Gracie causou 22 mortes e $ 14 milhões em danos.

### Furacão Hannah
Depois que os navios relataram uma circulação de baixo nível, estimou-se que uma depressão tropical se desenvolveu em 27 de setembro, em 26,8 ° N, 49,9 ° W. Cedo no dia seguinte, a depressão agravou-se na tempestade tropical Hannah. Os aviões de reconhecimento voaram para dentro da tempestade no final de 28 de setembro e indicaram que Hannah se intensificou num furacão de categoria 1. Hannah mudou-se geralmente para o oeste por volta dos 26 km/h (16 mph). Em 30 de setembro, a tempestade se tornou um furacão de categoria 2, e ele mais tarde naquele dia curvou-se para noroeste. Hannah aprofundou-se num furacão de categoria 3em 1 de outubro, horas antes da tempestade atingir o seu pico de intensidade com ventos máximos sustentados de 190 km/h (120 mph) e uma pressão barométrica mínima de 959 mbar (28.3 inHg). A tempestade manteve essa intensidade por cerca de 48 horas e curvou para nordeste em 2 de outubro.
Hannah começou a enfraquecer no final de 3 de outubro. No dia seguinte, a tempestade caiu para a intensidade de furacão de categoria 2. Começando em 4 de outubro acelerou para leste ou leste-sudeste através do Atlântico central. Em 5 de outubro Hannah fortaleceu-se ligeiramente para furacão de categoria 2 com ventos de 180 km/h (110 mph), mas então lentamente começou a enfraquecer novamente. O comunicado final sobre a tempestade foi emitido no início de 7 de outubro, enquanto estava centrado a cerca de 320 km (200 mi) sul-sudoeste dos Açores, no entanto Hannah continuou a ser um ciclone tropical e atravessou os Açores mais tarde nesse dia. Nenhum impacto foi relatado nas ilhas.  Enfraqueceu para um furacão de categoria 1 no início de 8 de outubro, e mudou para um ciclone extratropical sobre o extremo nordeste do Atlântico várias horas depois.

### Tempestade tropical Irene
No início de outubro, uma frente fria passou pelo Texas e entrou no Golfo do México. Em 5 de outubro, a frente se dissipou enquanto uma baixa relacionada persistia. As temperaturas do ar em níveis superiores eram geralmente quentes e um anticiclone mínimo estava situado sobre o Golfo. Nesta altura, uma baixa no Colorado atraiu o ar polar para o Vale do Mississippi, sugerindo características extratropicais do sistema em desenvolvimento. Uma depressão tropical formou-se em 6 de outubro; ele serpenteava na direção norte-nordeste pelos próximos dois dias. A tempestade intensificou-se na tempestade tropical Irene por volta de 1800 UTC em 7 de outubro.  Por volta dessa altura, um voo de Hurricane Hunters indicou que a circulação era indistinta, embora estivesse evoluindo gradualmente. Em 8 de outubro, Irene atingiu a costa perto de Pensacola, Flórida, como uma tempestade tropical bem organizada. A tempestade enfraqueceu rapidamente para uma depressão tropical, antes de se dissipar no início de 9 de outubro.
Foram relatados em Cedar Key, Flórida, as marés mais altas, 1.3 m (4.4 ft) acima do normal, enquanto a rajada mais forte registada, 89 km/h (55 mph), foi medida no Aeroporto Internacional de Pensacola. Fortes chuvas de Irene se espalharam por grande parte do sul dos Estados Unidos, chegando a 278 mm (10.96 in) em Neels Gap, Geórgia. Na Flórida, as inundações das chuvas associadas a Irene causaram danos ao redor da área do Lago Okeechobee. As perdas na Flórida limitaram-se a safras não colhidas, principalmente amendoim e milho, que estavam em fardos em processo de secagem. Várias inundações ocorreram ao longo da costa de Shalimar, perto de Fort Walton Beach. Os ventos derrubaram árvores e um poste telefônico, causando um apagão curto em Ocean City. Marés vermelhas estavam acontecendo no oeste da Flórida; os ventos do precursor da tempestade levaram milhares de peixes mortos para a costa. Os moradores locais reclamaram que o cheiro do peixe podre era insuportável.

### Furacão Judith
Uma onda tropical evoluiu para a tempestade tropical Judith em 17 de outubro, próximo ao Canal do Iucatão. Ele se fortaleceu rapidamente e no início de 18 de outubro a tempestade foi atualizada para um furacão de categoria 1. No entanto, seis horas depois, Judith enfraqueceu de volta para uma tempestade tropical. Por volta de 1800 UTC em 18 de outubro a tempestade atingiu a costa perto de Boca Grande, Flórida, com ventos de 80 km/h (50 mph).  Depois de emergir no Oceano Atlântico no dia seguinte, Judith começou a se fortalecer novamente enquanto se dirigia para leste-nordeste, atingindo o status de furacão várias horas depois. Ele atingiu o pico com ventos de 130 km/h (80 mph) no início de 20 de outubro, antes de enfraquecer novamente para uma tempestade tropical em 21 de outubro. Judith enfraqueceu ainda mais, antes de fazer a transição para um ciclone extratropical mais tarde naquele dia.
O impacto de Judith foi geralmente mínimo e limitado principalmente ao sudoeste da Flórida. Rajadas de vento de até 90 km/h (56 mph) derrubou várias árvores na Ilha de Sanibel e alguns postes elétricos; um homem ficou ferido quando o seu carro bateu num poste caído. O mar agitado causou erosão na Ilha Captiva e em Fort Myers, além de inundar várias estradas na área. Uma combinação de chuvas intensas e marés causou pequenas inundações em áreas baixas. A precipitação da tempestade atingiu um pico de 201 mm (7.90 in) em Miles City. O rio Imperial transbordou perto de Bonita Springs, inundando pastagens e destruindo as lavouras, a maioria das quais tinham sido semeadas recentemente. Uma parte da US Route 41 foi inundada por até 0.91 m (3 ft) de água em Bonita Springs.

## Nomes de tempestade
Os nomes a seguir foram usados para tempestades nomeadas (tempestades tropicais e furacões) que se formaram no Atlântico Norte em 1959. Com exceção de Edith, Flora e Irene, todos os nomes nesta lista foram usados pela primeira vez em 1959. Os nomes Gracie, Hannah e Judith foram posteriormente removidos da lista e substituídos por Ginny, Helena e Janice em 1963.
| - Arlene - Beulah - Cindy - Debra - Edith - Flora - Gracie | - Hannah - Irene - Judith - Kristy (sem ser usado) - Lois (sem ser usado) - Marsha (sem ser usado) - Nellie (sem ser usado) | - Orpha (sem ser usado) - Penny (sem ser usado) - Quella (sem ser usado) - Rachel (sem ser usado) - Sophie (sem ser usado) - Tanya (sem ser usado) - Udele (sem ser usado) | - Vicky (sem ser usado) - Wilma (sem ser usado) - Xcel (sem ser usado) - Yasmin (sem ser usado) - Zasu (sem ser usado) |